# وصف إفريقيا (كتاب)
وصف إفريقيا كتاب من تأليف الحسن بن محمد الوزان الفاسي، المعروف في الأوساط الأوروبية باسم ليون الإفريقي. يُعد هذا العمل من أبرز المصادر التي اعتمد عليها الأوروبيون في القرون الحديثة لفهم جغرافية القارة الإفريقية وسكانها وعاداتهم.
الكتاب هو الجزء الثالث والوحيد الذي بقي من مؤلف ضخم ألّفه الوزان أصلاً باللغة العربية، ثم قام بترجمته أو إعادة تأليفه باللغة الإيطالية في أوائل القرن السادس عشر بعد استقراره في روما. يتميز "وصف أفريقيا" بجمعه بين المشاهدة المباشرة والملاحظة الدقيقة، نظراً لرحلات المؤلف الطويلة في مختلف أنحاء شمال إفريقيا ومنطقة الساحل.
يتضمن الكتاب معالجة منهجية للجوانب الجغرافية والمناخية والاجتماعية والاقتصادية للقارة، كما يعرض معلومات تفصيلية عن الممالك والمدن والأقاليم، ويقدّم أوصافاً للطبيعة والموارد والأنظمة السياسية السائدة آنذاك. كما يُلفت إلى التنوع الثقافي في إفريقيا، مع رصد دقيق للفروقات بين المجتمعات من حيث العادات والتقاليد وأنماط العيش.
ظل هذا العمل مرجعًا أساسيًا للباحثين الغربيين لعدة قرون، نظرًا لندرة المصادر الدقيقة عن إفريقيا في تلك الفترة، ولقيمة المعلومات التي قدّمها المؤلف من منظور شاهد عيان.

## أقسام الكتاب

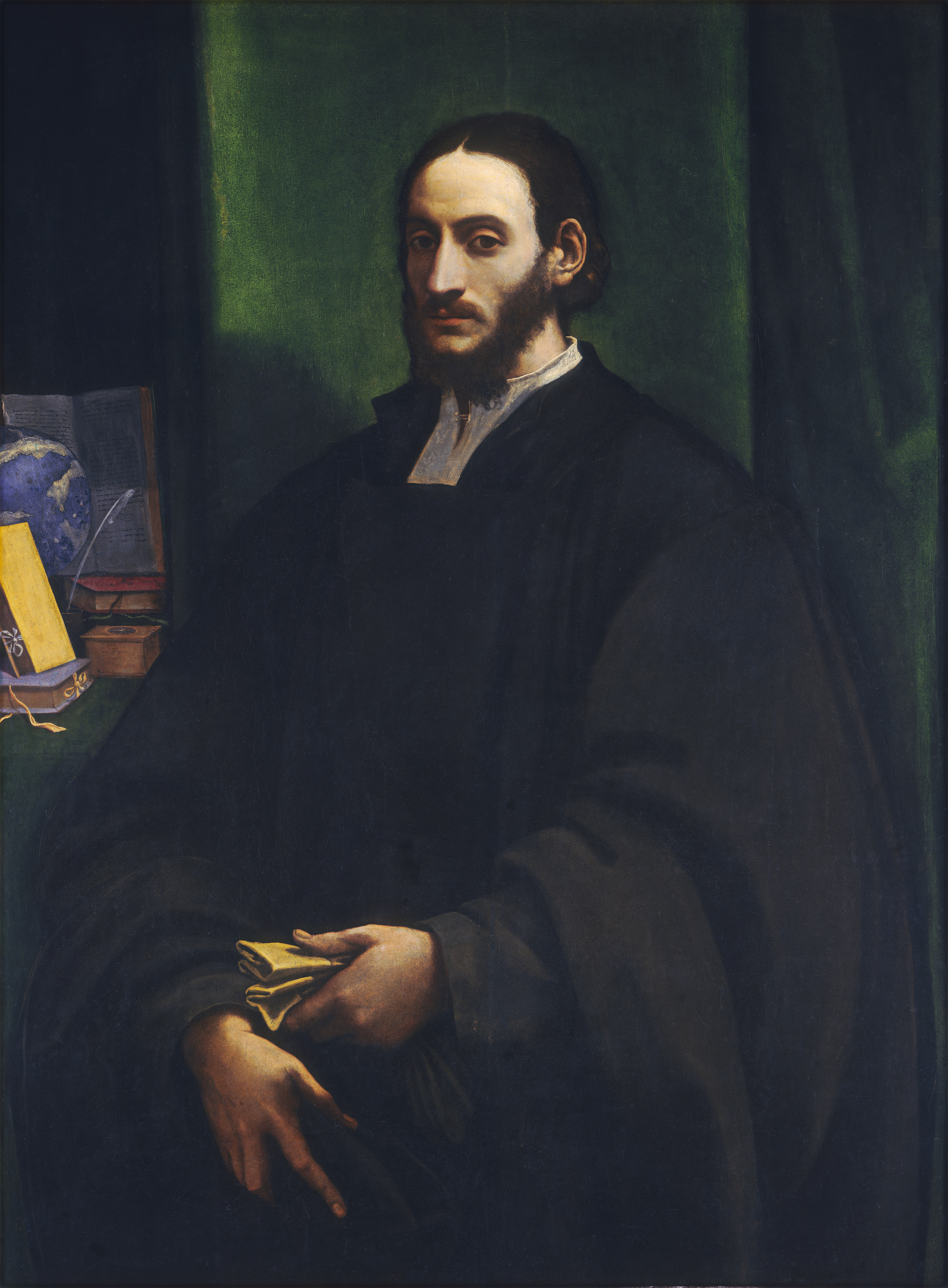
صورة لرجل تعود إلى نحو عام 1520. لا تزال هوية الشخص غير مؤكدة، إلا أن بعض الباحثين يرجّحون أنه الحسن بن محمد الوزان، المعروف بلقب ليو الأفريقي.

- صورة لرجل تعود إلى نحو عام 1520. لا تزال هوية الشخص غير مؤكدة، إلا أن بعض الباحثين يرجّحون أنه الحسن بن محمد الوزان، المعروف بلقب ليو الأفريقي.القسم الأول: وصف أفريقيا وما فيها من أشياء تستحق الذكر.
- القسم الثاني: مملكة مراكش
- القسم الثالث: مملكة فاس
- القسم الرابع: مملكة تلمسان
- القسم الخامس: مملكة بجاية ومملكة تونس
- القسم السادس: نوميديا
- القسم السابع: بلاد السودان
- القسم الثامن: مصر
- القسم التاسع: الأنهار والحيوانات والنباتات بأفريقيا

## محتوى الكتاب

### الجزء الأول

#### القسم الأول: وصف أفريقيا وما فيها من أشياء تستحق الذكر.

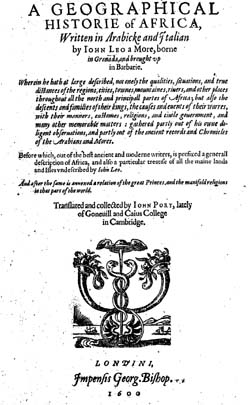
صفحة العنوان للطبعة الإنجليزية سنة 1600

يبدأ الجزء الأول من كتاب وصف إفريقيا بتقديم شامل لأصل تسمية "إفريقيا"، موضحًا دلالات التسمية ومصادرها التاريخية. ينتقل المؤلف بعد ذلك إلى تحديد حدود القارة الإفريقية، ويعرض تقسيماتها الكبرى، مع ذكر أبرز الممالك التي كانت قائمة فيها خلال القرن السادس عشر.
يذكر  نوميديا ويصفها "بالبلاد التي ينمو فيها النخيل"، ويتناول موقعها الجغرافي وأقسامها المختلفة. كما يعرض لتقسيم الفلوات الواقعة بينها وبين أرض السودان، قبل أن يفصل القول في ممالك السودان وأسمائها وتنظيمها الاجتماعي والسياسي.
يتناول المؤلف السكان الأفارقة، فيبدأ بتوضيح معاني بعض المصطلحات واستعمالاتها، ثم يعرض أصل الأفارقة وتقسيماتهم العرقية، مع إبراز التنوع الإثني داخل القارة. كما يناقش اختلاف اللغات المحلية وتشابهاتها، مع إشارة إلى أنماط التفاهم بين المجموعات المختلفة.
يسجل المؤلف عادات سكان الصحراء، خاصة أولئك القاطنين في المناطق الليبية، ويصف نمط عيشهم ومعاشهم، ويقارنهم بالرحّل في إفريقيا. ويذكر فئة الشاوية "وهم رعاة الشاء الذين يعيشون نمطًا بدويًا". كما يستعرض الديانة القديمة لدى الأفارقة، وأنظمة الكتابة التي كانوا يستعملونها.
ينتقل بعد ذلك إلى وصف جغرافي ومناخي للقارة، فيذكر أنواع الأراضي، بما في ذلك المناطق الموحشة والثلجية، ويصف حركة الرياح وتأثيرها على الحياة اليومية. كما يوضح خصائص الفصول وتغيراتها، ويشير إلى معدلات العمر، وانتشار الأمراض، وصفات الأفارقة المحمودة والمذمومة.

### القسم الثاني:
في القسم الثاني من الكتاب، يصف المؤلف مملكة مراكش، ويبدأ بإقليم حاحا غرب المملكة، مستعرضًا تضاريسه وطبيعة سكانه، وعاداتهم في اللباس والمعيشة. يذكر عدة مدن في هذا الإقليم مثل تدنست، تكوليت، أديكيس، وإداو إزكواغن، بالإضافة إلى مدن أخرى تمتد في الأطلس وسوس، مثل ماسة، تارودانت، تيدسي، وأكادير كسيمة.
يخصص فصلاً لناحية مراكش نفسها، متحدثًا عن موقعها الجغرافي ومدنها مثل أغمات، أمزميز، الجمعة، وتشرافت، إلى جانب وصف الجبال المحيطة بها مثل جبال شيشاوة، تينمل، وسكسيوة. كما يستعرض مناطق أخرى تابعة لمملكة مراكش مثل دكالة، هسكورة، وجزولة، مع ذكر مدنها، وقراها، وتضاريسها الجبلية.

#### القسم الثالث:
في القسم الثالث، يعرض المؤلف لمملكة فاس، ويبدأ بإقليم تامسنا الذي يضم مدنًا مثل آنفا (الدار البيضاء اليوم)، المنصورة، النخيلة، أدندون الرباط، شالة، وعين الحلوف، ومعدن  عوام.
ثم يخصص فصلًا طويلًا لإقليم فاس باعتباره المدينة الكبرى والعاصمة، ويقدم وصفًا دقيقًا لحياتها الاقتصادية والاجتماعية. يتحدث عن الأسواق، الحرف، الحمامات، الفنادق، المدارس، البيمارستانات، العادات الاجتماعية في الأكل واللباس والزواج، وطرق الاحتفال بالأعياد. كما يذكر ممارسات السحر والشعوذة، والبحث عن الكنوز، والكيمياء، وأدوار الزوايا والمتصوفة.
ينتقل بعد ذلك إلى وصف الأقاليم المحيطة بفاس مثل سايس، الهبط، والريف، عارضًا المدن الساحلية مثل العرائش، طنجة، أصيلة، تطوان، وسبتة، بالإضافة إلى الجبال المحيطة مثل جبال بني عروس، بني زرويل، شفشاون، وتغات. ويستعرض مدنًا وقبائل مختلفة مثل بني ورياكل، بني يازغة، بني أحمد، وغيرها.
كما يتناول إقليمي كرط والحوز، ويذكر مدنًا مثل تازا، دبدو، كرسيف، صفرو، والمناطق الجبلية مثل بويبلان وجبال زيز. ويختم القسم بوصف مناطق جبلية وسهلية متنوعة مثل عين الأصنام، سهب المرجة، وجبل مائة بير.

### الجزء الثاني:

#### القسم الرابع: مملكة تلمسان
يتناول هذا القسم وصفًا شاملًا لمملكة تلمسان، إحدى الممالك  في شمال إفريقيا في القرن السادس عشر، يفتتح المؤلف بالحديث عن صحراء إنكاد وبعض القصور والمدن التابعة مثل قصر تمزيز دكت وقصر إيسلي. كما يصف مدينة ندرومة وتبحريت وهنين، إضافة إلى منطقة أرشكول. ثم ينتقل إلى تلمسان العاصمة، ويفصل في أوضاعها الاجتماعية والإدارية، خاصة عادات حاشية الملك وتنظيم المصالح الرسمية. يتناول أيضًا مدينة العباد، وتفسرة، وتسلة، قبل أن ينتقل إلى وصف إقليم بني راشد ومدنه مثل البطحاء ووهران والمرسى الكبير، ومزگران ومستغانم، وبريشك. كما يذكر مدنًا ساحلية أخرى مثل شرشال، مليانة، تنس، ومازونة. يتطرق كذلك إلى المدن الداخلية كـ المدية، تمند فوست، ودلس، ويصف جبال مملكة تلمسان، ومن أبرزها: جبل بني يزناسن، مطغرة، ولهاصة، أغبال، بني ورنيد، مغراوة، بني بو سعيد، ونشريس، وجبال الجزائر.

#### القسم الخامس: مملكة بجاية ومملكة تونس
ينقسم هذا القسم بين مملكة بجاية ومملكة تونس. يفتتح بوصف مدينة بجاية الكبيرة وقصر جيجل، ويشمل مدنًا داخلية مثل مسيلة وسطيف، نكاوس، القل، سكيكدة، قسنطينة، ميلة، عنابة، تيفش، تبسة، وأوربس. ثم ينتقل إلى مملكة تونس، بدءًا من مدينة باجة وعين زميت، إلى القصبة وشيرس، وبنزرت. يُفرد المؤلف وصفًا خاصًا لقرطاج، وتونس العاصمة، مركز الحكم. يعرض نظام البلاط الملكي، وتقاليده، ووظائفه، ويذكر مدنًا ساحلية كـ نابولي، رادس، كمزت، المرسى، وأريانة، بالإضافة إلى الحمامات، سوسة، المنستير، طبلبة، المهدية، وصفاقس. يتناول المؤلف مدينة القيروان التي كانت مركزًا ثقافيًا كبيرًا، بالإضافة إلى قابس، الحامة، قصر المحرس، وجزيرة جربة. كما يشمل زوارة، لبيدة، وطرابلس بشقيها القديم والحديث. وفي ما يخص التضاريس، يصف المؤلف جبال بجاية، الأوراس، وجبال دولة قسنطينة، إلى جانب جبال عنابة، الجبال المجاورة لتونس، جبال بني يفرن، نفوسة، غريان، بني وليد. كما يذكر مواقع مهمة مثل قصر أحمد، سبيخة، قصر حسان، ونون، وأماكن في برقة كأوجلة، قرية الغار، غار الغار، وسرمان، ثم مناطق تاجورة، مسلاتة، مصراتة، وصحراء برقة.

#### القسم السادس: نوميديا
يخصص هذا القسم لنوميديا، فيبدأ بوصف مدنها وواحاتها مثل تشيت، ودان. ويصف مناطق الخنك، مضغرة، والرتب، ويقدم تفصيلًا عن قصر السويهلة، أم الحدج، أم العفن، تبلبلت، ندغة، وفركلة، وصولًا إلى مناطق بني كومي، ومزالق، وبوعنان. كما يصف القصير، بني بصري، وكدة، وتسبت، وتيكورارين. يشير كذلك إلى واحات مثل مزاب، تقرت، ورقلة، وبسكرة. يتضمن إقليم الزاب ومدنًا أخرى كبسكرة، البرج، نقطة، طولقة، دوسن، ويصل إلى بلاد الجريد وتوزر، قفصة، ونفزاوة. ينتهي بوصف مناطق شرق ليبيا مثل تاورغة، زليطن، غدامس، فزان، وصحارى صنهاجة، والمناطق التي يسكنها شعوب مثل ونزيكة، تاركة، المطة، وبرداوة.

#### القسم السابع: بلاد السودان
يعرض هذا القسم ممالك السودان جنوب الصحراء الكبرى، بدءًا بمملكة ولاتة، مرورًا بغينيا، ومالي، وتنبكتو، وكبرة، وكاغو. يصف مملكة كوبر، وأغدس، وكانو، وكاتسينا، وزكزك، وزنفري. كما يشير إلى مملكة ونكري، وبرنو، وكاويا، ويختتم بالنوبة ومملكتها، مبرزًا التقاليد والتنظيمات السياسية والاجتماعية لكل مملكة.

#### القسم الثامن: مصر
يفتتح هذا القسم بتقسيم إقليم مصر الجغرافي، متحدثًا عن أصول المصريين وخصائص مناخهم. يعرض المدن الكبرى مثل بوصير، الإسكندرية، أبو قير، رشيد (روزيطو)، أنثيوس، طيبة، فوة، جزيرة الذهب، والمحلة. يتناول كذلك ديروط، محلة قيس، وأسوان. يخصص حيزًا مهمًا لمدينة القاهرة، حيث يصف أحيائها: باب زويلة، جامع طولون، باب اللوق، بولاق، القرافة، ومصر العتيقة. يتناول عادات السكان، وأزياءهم، وعاداتهم الغذائية والاجتماعية، إضافة إلى نظام الحكم السلطاني، ومراتب الضباط والموظفين: مثل الدوادار، الأمير الكبير، نائب الشام، الاستادار، أمير آخور، أمير ألف، خازندار، وأمير سلاح. كما يصف المؤسسات العسكرية (تختخانة)، والجيش، والإدارة. ينتقل بعدها إلى أقاليم جنوب مصر مثل الجيزة، المعلقة، الخانقاه، المعيصرة، بني سويف، المنية، الفيوم، منفلوط، أسيوط، أخميم، المنشية، جرجا، والخيام، ويختتم بأسوان.

#### القسم التاسع: الأنهار والحيوانات والنباتات في إفريقيا
يختم المؤلف الكتاب بوصف الأنهار الرئيسية في إفريقيا، من أبرزها: تنسيفت، تساوين، واد العبيد، أم الربيع، أبو رقراق، بهت، سبو، الكوس، ملوية، التافنة، الشلف، مينا، المجردة، سوس، درعة، زيز، كير، وأخيرًا النيل العظيم. يعرض بعد ذلك قائمة مفصلة بالحيوانات البرية والبحرية، مثل: الفيل، الزرافة، فرس النهر، الحمار الوحشي، الأسد، النمر، الضبع، التمساح، التنين، والورل، إلى جانب الطيور كـ النعام، النسور، البازي، والطيور المهاجرة. كما يصف أنواعًا من الأسماك، وبعض الكائنات البرمائية، والزواحف. في الختام، يعرض المؤلف نباتات إفريقيا ومعادنها، مثل الملح، الكحل، الفربيون، القطران، الموز، الترفاس، النخل، التين، شجرة الطلح، والداد، بالإضافة إلى أعشاب طبية ونباتات صحراوية متنوعة.